# 教育及兒童培育署
教育及兒童培育署（縮寫DECD，簡稱教育署）是南澳州政府專責教育部門，同時提供教育及輔導兒童服務。現任署長為潘思歷（Rick Persse），教育司為賈諾忠。

## 轄下部門
- 署長辦公室（Office of the Chief Executive）
- 副署長辦公室（Office of the Deputy Chief Executive）
- 學校事務辦公室（Office of Schools）
- 兒童培育辦公室（Office of Child Development）
- 政策及通訊（Policy and Communications）
- 財政及基礎結構（Finance and Infrastructure）
- 原住民、學生及家庭服務（Aboriginal, Student and Family Services）
- 教學及學習服務（Teaching and Learning Services）
- 人力資源和及勞動力培訓（Human Resources and Workforce Development）
- 南澳家庭（Families SA）

## 外部連結
- 教育及兒童培育署官方網站 （页面存档备份，存于）
- 教育及兒童培育署組織結構 （页面存档备份，存于）
- （页面存档备份，存于）